# さくら・がい
さくら・がいは、日本の漫画家。代表作に『オーガキッズファンタジア』シリーズ、『ポルカドットMagic』など。

## 来歴
主として『FANTASY COCKTAIL』誌に作品を発表する。短篇はあまり得意ではない、という。

## 作品

### 読み切り・連載
※すべてFANTASY COCKTAIL誌（富士見出版）発表。
- オーガキッズ・ファンタジア 1993年8月号 -  1994年4月号
- すこし不思議なモノ 1994年5月号・7月号
- 超撃機甲バトルリィタ 1994年8月号・9月号
- もう一度Try Again 1994年12月号
- オーガキッズ　アドベンチャー  1995年1月号 - 5月号、7月号 - 9月号、11月号 - 1996年1月号、3月号 - 4月号、6月号 - 1997年1月号、3月号 - 10月号
- がんばれ！男の子！！ 1997年12月号
- キスから始まる物語  1998年1月号
- 1998年の想い出  1998年2月号
- 熱血少年ボーイ　1998年3月号
- 男らしく・女らしく 1998年4月号
- 本気のホンキ！　1998年5月号
- 桜吹雪…花模様 1998年6月号
- タマにはこんな話でも 1998年7月号
- 彼女の憂鬱　1998年8月号
- 台風LOVE　1998年10月号
- 忘れないでね　1998年11月号・12月号
- 想い、つたわれ…1999年1月号
- 二時間だけのサンタクロース　1999年2月号
- 感じて'99　　1999年3月号
- いっしょになろうね　1999年4月号
- 春だから…　1999年5月号
- 恋をしてみませんか　1999年7月号
- 夢のつづき　1999年9月号
- 夏・だからね！　1999年11月号
- ポルカドットMagic　1999年12月号 - 2000年2月号、4月号 - 5月号、7月号
- Honestry　2000年8月号
- マジメにやろうね　2000年10月号
- 約束…　2000年12月号
- 僕の彼女の場合　2001年1月号
- さらば！20世紀！！  2001年2月号
- Fight! on! 2001　2001年3月号
- LOVE×3　2001年4月号
- その時彼はどうするか？　2001年5月号
- その時の気持ち　2001年6月号
- フワフワ☆ハート　2001年7月号
- KATSUMI達の物語  2001年8月号
- 夏の訪問者　2001年10月号
- 心の君…　2001年11月号
- 秋の夜に…　2001年12月号
- 年齢の差★愛の差　2002年1月号
- さようなら、こんにちは　2002年2月号
- White　Love　2002年3月号
- ギュッとしたいね　2002年4月号
- ほんわかシーズン　2002年5月号
- 忘れた恋の続き　2002年6月号
- Relax Time  2002年7月号
- YOU LOVE･･･？　2002年9月号
- ドッキリLOVE　2002年10月号
- ドッキン　ハプニング  2002年11月号
- さくらパンチ　2002年12月号

### 単行本
- 『オーガキッズファンタジア』富士見出版、富士見コミックス（1994年8月）…初単行本、※「成人マーク」あり

「第1話」 - 「第9話」まで収録。
- 『オーガキッズ・アドベンチャー』富士見出版、富士見コミックス（1996年6月）※「成人マーク」あり
- 『不思議なティア   オーガキッズ・アドベンチャー』富士見出版、富士見コミックス（1997年10月）※「成人マーク」あり

「第1話」 - 「第9話」まで収録。
- 『塔の中の少女   オーガキッズ・アドベンチャー』富士見出版、富士見コミックス※「成人マーク」あり
- 『トライ・アゲイン』富士見出版、富士見コミックス（1995年6月）※「成人マーク」あり

収録作品：「LOVELY ANGELS」・「お星さまにお願い」・「もう一度Try Again」・「すこし不思議なモノ（前・後編）」・「邪魔をしないで！」・「続・邪魔をしないで！」・「超撃機甲バトル・リィタⅠ・Ⅱ」・「平穏な日常における一大事」
- 『桜吹雪・花模様』富士見出版、富士見コミックス（1999年2月）※「成人マーク」あり

収録作品：「がんばれ！男の子！！」・「キスから始まる物語」・「1998年の想い出」・「男らしく・女らしく」・「本気のホンキ」・「桜吹雪・花模様」・「タマにはこんな話でも」・「台風LOVE」・「想い、つたわれ」
- 『恋をしてみませんか？』富士見出版、富士見コミックス（1999年11月））※「成人マーク」あり

収録作品：「恋をしてみませんか? 」・「ホントの気持ちホントの心」・「夢のつづき」・「感じて」・「いっしょになろうね」・「夏・だからね!」・「生贄」・「2時間だけのサンタクロース」・「ふたりの約束」
- 『ウエディング・シーズン』株式会社  蒼竜社、プラザCOMIX（2000年12月）

収録作品：「がんばれ！男の子！！」・「タマにはこんな話でも」・「２時間だけのサンタクロース」・「恋をしてみませんか？」・「本気のホンキ！」・「超撃機甲バトル・リィタⅠ・Ⅱ・Ⅲ・Ⅳ」
- 『ポルカドットMagic』富士見出版、富士見コミックス（2001年3月）※「成人マーク」あり

収録作品：「ポルカドットMagicVol.1 - Vol.6」・「マジメにやろうね！」・「とまどいシーズン」
- 『フワフワ★ハート』富士見出版、富士見コミックス（2001年11月）※「成人マーク」あり

収録作品：「その時の気持ち」・「LOVE3」・「Fight  On!2001」・「ＫＡＴＳＵＭＩ物語」・「その時彼はどうする？」・「夏の訪問者」・「フワフワ★ハート」・「ボクの彼女の場合」・「さらば！20世紀」
- 『一緒にいようね 』株式会社  蒼竜社、プラザCOMIX（2002年8月）